# Deshāb
Deshāb (persiska: دشاب, Dīshāb) är en ort i Iran.   Den ligger i provinsen Östazarbaijan, i den nordvästra delen av landet, 400 km nordväst om huvudstaden Teheran. Deshāb ligger 1 683 meter över havet och antalet invånare är 127.
Terrängen runt Deshāb är varierad, och sluttar söderut. Runt Deshāb är det ganska glesbefolkat, med 40 invånare per kvadratkilometer. Närmaste större samhälle är Tark, 14,0 km öster om Deshāb. Trakten runt Deshāb består i huvudsak av gräsmarker.